# Castellana 81
Castellana 81 – wieżowiec w Madrycie. Zaprojektowane przez architekta Francisco Javier Saenz de Oíza. Budowa budynku rozpoczęła się w 1979 przez Compañía Inmobiliaria Metropolitana, został ukończony w 1981. W czerwcu 2007 r. budynek stał się własnością nieruchomości GMP po sprzedaży przez BBVA, która wybuduje nową siedzibę.